# Kuglmühle
Kuglmühle ist ein Gemeindeteil des Marktes Isen im oberbayerischen Landkreis Erding.

## Lage
Die Einöde Kuglmühle liegt an der Isen in der Gemarkung Mittbach vier Kilometer südwestlich des Marktplatzes von Isen.

## Hochwasserschutz
Nach dem Hochwasserschutzkonzept vom März 2021 ist nordöstlich der Kuglmühle entlang des Schinderbachs ein auf einem kurzen Bachabschnitt mehr als 2,80 m hohes Überschwemmungsgebiet ausgewiesen, von dem die Außenkante des Mühlengebäudes allerdings nur mit einem prognostizierten Wasserstand von 5 cm  betroffen ist.

## Denkmalschutz

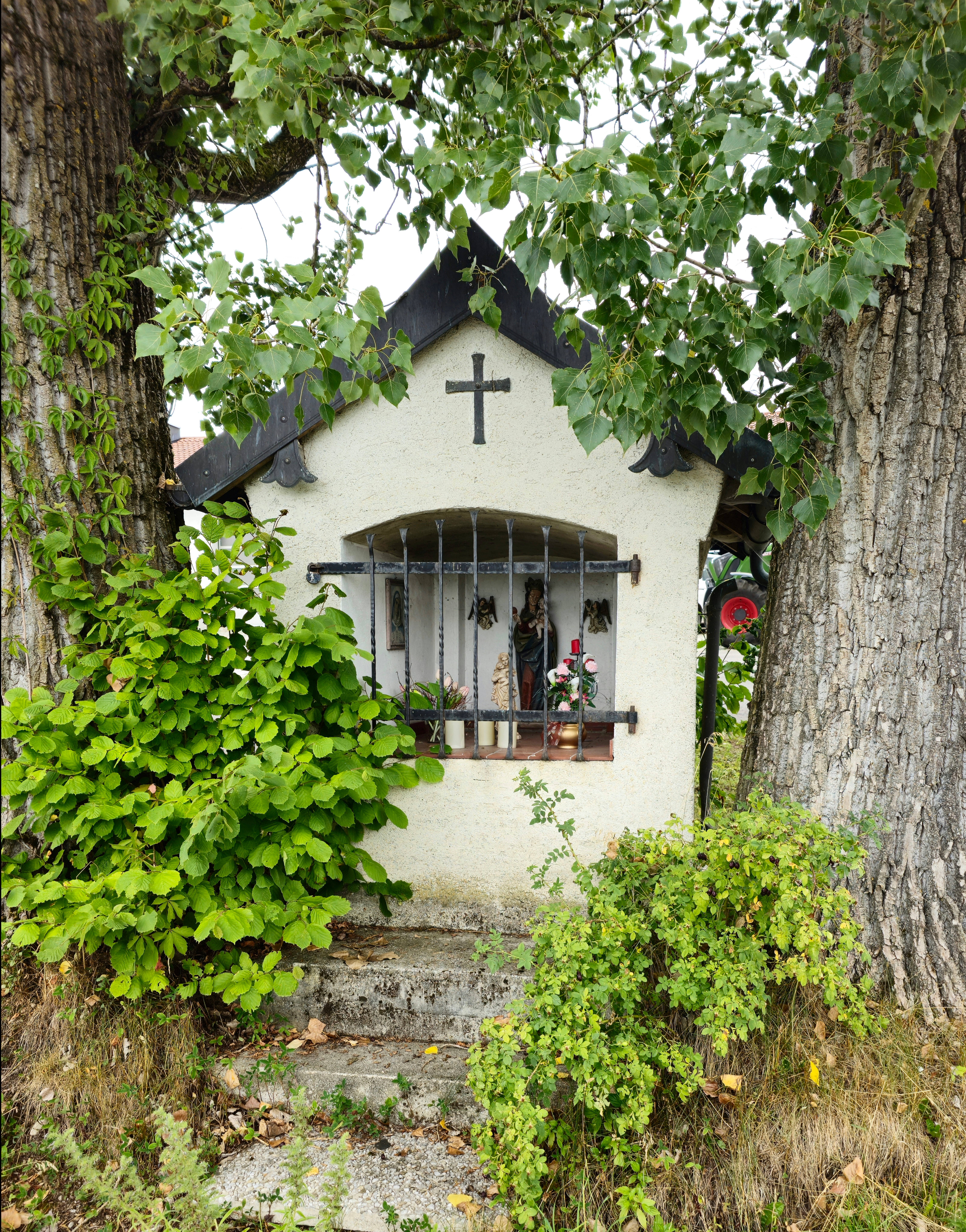
Hofkapelle, beim Gebäude Kuglmühle 2

Der Bildstock beim Gebäude Kuglmühle 2 ist ein kleiner Putzbau mit Traufband aus dem 18./19. Jahrhundert. Die Kapelle steht unter Denkmalschutz und ist in der Liste der Baudenkmäler in Isen aufgeführt.

## Bevölkerungsentwicklung
Um 1871 gab es in Kuglmühle zehn Einwohner. Im Mai 1987 lebten dort acht Einwohner in zwei Wohngebäuden.
| Jahr      | 1871 | 1925 | 1950 | 1970 | 1987 |
| Einwohner | 10   | 18   | 15   | 9    | 8    |